# Peña Vieja
Peña Vieja est une montagne qui s'élève à 2 614 m d'altitude dans les pics d'Europe, en Espagne.

## Première ascension
La première ascension connue a été réalisée par Aymar de Saint-Saud, accompagné de Cosme Soberón et Jerónimo Prieto, le 9 juillet 1890.